# Tinea abactella
Tinea abactella is een vlinder uit de familie echte motten (Tineidae). De wetenschappelijke naam van deze soort werd in 1863 gepubliceerd door Francis Walker.
De soort komt voor in het Afrotropisch gebied.